# Taylor Kitsch
Taylor Kitsch, född 8 april 1981 i Kelowna, British Columbia, Kanada, är en kanadensisk skådespelare. Han har bland annat medverkat i TV-serierna Friday Night Lights, Kyle XY och Godiva's.

## Filmografi
- 2006 – John Tucker Must Die
- 2006 – Snakes on a Plane
- 2006 – The Covenant
- 2006–2011 – Friday Night Lights (TV-serie)
- 2008 – Gospel Hill
- 2009 – X-Men Origins: Wolverine
- 2010 – The Bang Bang Club
- 2012 – John Carter
- 2012 – Battleship
- 2012 – Savages
- 2013 – Lone Survivor
- 2014 – The Grand Seduction
- 2014 – The Normal Heart
- 2015 – True Detective (TV-serie)
- 2018 – Waco (TV-serie)
- 2019 – 21 Bridges
- 2020 – The Defeated (TV-serie)
- 2025 – American Primeval (TV-serie)